# Escaphiella tayrona
Escaphiella tayrona là một loài nhện trong họ Oonopidae.
Loài này thuộc chi Escaphiella. Escaphiella tayrona được miêu tả năm 2009 bởi Norman I. Platnick & Dupérré.